# Liga Padana Lombardía
Liga Padana Lombardía (Lega Padana Lombardia) fue un partido político italiano activo en Lombardía entre 2001 y 2011.
El partido surgió en 2001 como una escisión del Lega Lombarda-Liga Norte dirigido por Roberto Bernardelli, veterano miembro de la Liga Norte y diputado regional de Lombardía. La razón principal por la que dejó Bernardelli partido era que él consideraba que era demasiado parecido a Forza Italia, el socio de coalición de la Liga Norte desde 2000. En las elecciones regionales de 2005 el partido obtuvo el 0,9 % de los votos, a pesar de estar presente solo en algunas provincias.
En 2008 se unió al Frente Independentista Lombardía para formar Lombardia Autónoma como coalición de partidos alternativos a la Liga Lombarda. En 2009, el partido volvió a tomar el nombre Liga Padana Lombardia. Fue miembro del Polo de la Autonomía en las elecciones al Parlamento Europeo de 2009. En las elecciones provinciales de Brescia el partido obtuvo el 2,9 % de los votos, mientras que su candidato obtuvo el 3,2 %.
En febrero de 2010, el partido decidió no presentarse a las elecciones regionales de ese año. En un comunicado de prensa de explicó que al estar el partido por debajo del umbral del 3% necesario para obtener un consejero regional y que el único resultado sería dañar a los «primos» de la Lega Lombarda-Liga Norte, decidían apoyar a esta. En las elecciones locales de 2011 el partido obtuvo el 2,6 % de los votos en la provincia de Mantua y el 1,5 % en la provincia de Pavía, mientras que su candidato a la alcaldía de Milán solo obtuvo el 0,6 % de los votos. 
En noviembre de 2011 el partido se fusionó con Unión Padana.
- Datos: Q2370580